# District de Vecsés
Le district de Vecsési (en hongrois : Vecsési járás) est un des 18 districts du comitat de Pest en Hongrie. Créé en 2013, il compte 47 126 habitants et rassemble 4 localités : une seule commune et 3 villes dont Vecsés, son chef-lieu

## Localités
- Ecser
- Maglód
- Üllő
- Vecsés